# 10521 Jeremyhansen
10521 Jeremyhansen eller 1990 RW7 är en asteroid i huvudbältet som upptäcktes den 14 september 1990 av den belgiske astronomen Henri Debehogne vid La Silla-observatoriet. Den är uppkallad efter den kanadensiske astronauten Jeremy Hansen.
Den har en diameter på ungefär 9 kilometer.